# Lion Nathan
Vous pouvez aider à l'améliorer ou bien discuter des problèmes sur sa page de discussion.
- Il ne cite pas suffisamment ses sources. Vous pouvez indiquer les passages à sourcer avec {{référence nécessaire}} ou {{Référence souhaitée}}, et inclure les références utiles en les liant aux notes de bas de page. (Marqué depuis mai 2021)
- Il contient une ou plusieurs listes. Le texte gagnerait à être rédigé sous la forme d’un ou plusieurs paragraphes synthétiques, afin d’être plus agréable à lire. (Marqué depuis mai 2021)

- Archive Wikiwix
- Bing
- Cairn
- DuckDuckGo
- E. Universalis
- Gallica
- Google
- G. Books
- G. News
- G. Scholar
- Persée
- Qwant
- (zh) Baidu
- (ru) Yandex
- (wd) trouver des œuvres sur Wikidata

Lion Nathan est une société australo-néo-zélandaise de boissons alcoolisées, formée en 1923 (New Zealand Breweries), devenue Lion Breweries en 1977, et Lion Nathan en 1988. Elle appartient à la société japonaise Kirin. Elle a un effectif de 3 200 employés en Australie et en Nouvelle-Zélande.

## Histoire
En 1998, Kirin acquiert 18 % de Lion Nathan.
En 2009, Kirin acquiert la totalité de Lion Nathan soit l'acquisition de 53,9 % qu'il ne possédait pas encore pour l'équivalent de 2,4 milliards de dollars. 

## Marques de bière
Parmi les marques appartenant à la société figurent :

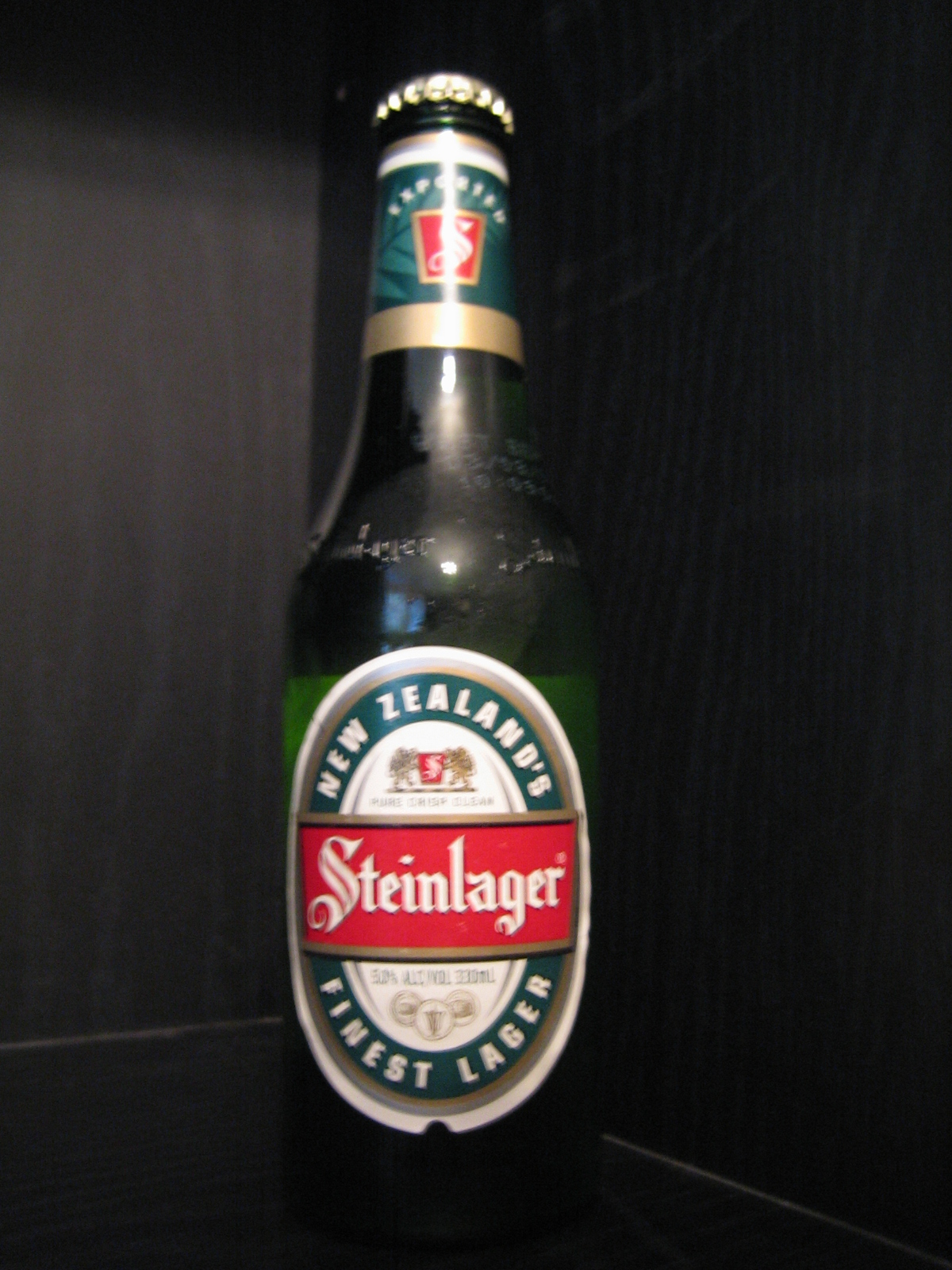
Bouteille de Steinlager

Bières australiennes
- Tooheys
- XXXX
- Hahn
- James Squire
- Boag's
- West End
- Southwark
- Swan
- Emu
- Knappstein Reserve Lager
- Gulf Lager
- New Norcia Abbey Ale

Bières néo-zélandaises
- Speight’s
- Lion
- Steinlager
- Mac’s Craft Beers
- Canterbury Draught
- Waikato Draught
- Castlemaine
- Tasman Bitter

Bières internationales brassées sous licence
- Amstel
- Beck's
- Birra Moretti
- Boddingtons
- Heineken
- Kirin

Vins
- Argyle (Oregon, États-Unis)
- Banksia (Australie méridionale)
- Bridgewater Mill (Australie méridionale)
- Croser (Australie méridionale)
- Knappstein (Australie méridionale)
- Mitchelton (Victoria, Australie)
- Petaluma (Australie méridionale)
- Smithbrook (Australie occidentale)
- St Hallett (Australie méridionale)
- Stonier (Victoria, Australie)
- Tatachilla (Australie méridionale)
- Wither Hills (Marlborough, NZ)